# León Álvarez Lara
León Carlos Álvarez Lara (Castillo de Locubín, 25 de abril de 1884-Madrid, 11 de agosto de 1936) fue un abogado y político español. Durante la Segunda República llegaría a ser diputado en Cortes y director general de Agricultura.

## Biografía
Nacido en la localidad jiennense de Castillo de Locubín, realizó estudios de bachillerato en Jaén y posteriormente se licenció en derecho por la Universidad de Granada. Durante la dictadura de Primo de Rivera fue diputado provincial y vicedirector de la Sociedad Económica de Amigos del País de Jaén. Colaboró con el trisemanario conservador La Regeneración.
Tras la proclamación de la Segunda República fue uno de los principales impulsores de la Federación provincial de Labradores —de la cual llegaría ser vicepresidente—, destacando además por su oposición a la Reforma agraria propuesta por el gobierno de la República. En las elecciones de 1933 formó parte de la candidatura del «Bloque Republicano-Agrario» y resultó elegido diputado a Cortes por 140.116 votos. Posteriormente se afilió al Partido Agrario, del cual fue uno de sus promotores. Sería uno de los fundadores del diario matutino La Mañana junto a otros como el diputado agrario José Blanco Rodríguez.
Desempeñó el cargo de director general de Agricultura entre mayo y diciembre de 1935, durante los ministerios de Nicasio Velayos y José Martínez de Velasco. No consiguió revalidar su escaño por Jaén durante las elecciones de 1936.
Tras el estallido de la Guerra civil fue detenido y puesto bajo custodia. Ante la complicada situación que se vivía en la capital jiennense, el 11 de agosto se decidió su traslado por tren a Madrid junto a otros presos derechistas. Sin embargo, poco antes de llegar a la madrileña Estación de Atocha el convoy fue detenido por un grupo de milicianos y varios de los detenidos fueron bajados por la fuerza. Entre ellos estaba Álvarez Lara, que resultaría asesinado.